# Hussein Halawa
Hussein Mohammed Halawa (arabisch حسين محمد حلاوة, DMG Ḥusain Muḥammad Ḥalāwa; geboren 1956 in Kairo) ist ein islamischer Theologe ägyptischer Herkunft und eine Persönlichkeit des Islam in Europa. Er ist Imam am Islamic Cultural Centre of Ireland (ICCI) und der derzeitige Generalsekretär des European Council for Fatwa and Research (ECFR), des „Europäischen Rates für Fatwa und Forschung“, einer Organisation islamischer Gelehrter, die der Muslimbruderschaft zugerechnet wird. Halawa studierte an der al-Azhar-Universität in der ägyptischen Hauptstadt Kairo und an der Internationalen Islamischen Universität in Islamabad, Pakistan. Er ist ebenfalls Vorsitzender des Irischen Rats der Imame (Abk. ICI; Irish Council of Imams).